# Knolraap en lof, schorseneren en prei
Knolraap en lof, schorseneren en prei is een lied van Drs. P uit 1987. Het lied was oorspronkelijk geschreven als themamuziek bij een Nederlandse televisiereeks over tuinieren en groenten kweken in de tuin.
De rode lijn is een gospel-achtige melodie waarop het lied gebracht wordt. Drs. P zingt een regel en die wordt door een gospelkoor afgesloten met de zinsnede "Knolraap en lof, schorseneren en prei". Er worden misstanden in de samenleving naar voren gebracht. - Rampen bedreigen het menselijk leven, waar zijn geloof, hoop en liefde gebleven?.
Gedurende het lied zingt (schreeuwt) Jasperina de Jong "Prijs de Heer!" en "Halleluja!". Het lied verscheen als laatste track op kant twee van de elpee Hoep hoep hiezee voor Drs. P uit 1987. Toen het populair werd besloot Phonogram er ook een single van uit te brengen. Het is naast "Veerpont" en "Dodenrit" een van de nummers van Drs. P die ook bij het grote publiek bekend zijn geworden.